# Zoran Đinđić
 (février 2012).
Si vous disposez d'ouvrages ou d'articles de référence ou si vous connaissez des sites web de qualité traitant du thème abordé ici, merci de compléter l'article en donnant les références utiles à sa vérifiabilité et en les liant à la section « Notes et références ».
Zoran Đinđić (en serbe en écriture cyrillique : Зоран Ђинђић, [zǒran dʑîːndʑitɕ] ), né le 1er août 1952 à Bosanski Šamac et mort assassiné le 12 mars 2003 à Belgrade, est un homme d'État et philosophe serbe. Opposant politique de Slobodan Milošević, il est maire de Belgrade et, de 2001 à 2003, Premier ministre de Serbie, qui fait alors partie de la République fédérale de Yougoslavie.

## Jeunesse et formation
Đinđić naît à Bosanski Šamac, sur la rivière Save, dans le nord de la Bosnie-Herzégovine, alors yougoslave, mais il fait ses études secondaires à Belgrade, où son père Dragomir est en poste en tant qu'officier de l'Armée populaire yougoslave. Il grandit auprès de sa mère Mila, femme au foyer, et de sa sœur aînée Gordana. Pendant ses études de philosophie à l'université de Belgrade, il commence à s'intéresser à la politique.
Socialiste réformiste, il continue ses études en Allemagne, notamment avec le professeur Jürgen Habermas à Francfort. Cet exil est rendu nécessaire par l'opposition du régime communiste et des médias à sa tentative de créer un mouvement politique étudiant indépendant. En 1979, il obtient un doctorat de philosophie de l'université de Constance. Il parle allemand couramment, mais son niveau moyen en anglais l'obligera à suivre des cours d'anglais pendant son mandat de Premier ministre.

## Premières fonctions politiques
En 1989, Đinđić retourne en Yougoslavie pour enseigner à l'université de Novi Sad, et avec d'autres dissidents serbes il fonde le DS, ou Parti démocratique. Il siège au conseil d'administration du Parti en 1990, et la même année est élu au Parlement de Serbie. En 1993, il devint président du Parti démocratique. Radovan Karadžić étant tombé en disgrâce en 1995 vis-à-vis de Milošević, Đinđić tenta un temps de s'en faire un allié avant de s'en éloigner étant donné la dangerosité reconnue de l'homme.
Après une importante série de manifestations pour protester contre l'annulation d'élections par le gouvernement de Slobodan Milošević pendant l'hiver 1996/1997, Đinđić devient maire de Belgrade, le premier maire non issu des Communistes et du SPS subséquent, depuis la Seconde Guerre mondiale. Unie seulement par des ennemis politiques communs, sa coalition « Zajedno » (Ensemble) avec le SPO (Mouvement du renouveau) de Vuk Drašković et le GSS (Alliance civique) de Vesna Pešić ne survit que quatre mois après quoi il est délogé de son poste de maire par le SPO, qui lui retire son soutien en se ralliant au SPS du gouvernement Milošević.

## Exil de 1999
Après que le journaliste et éditeur Slavko Ćuruvija, opposant au régime, a été assassiné le jour de la Pâque orthodoxe, alors que l'OTAN bombardait la Serbie, Đinđić se réfugie dans un exil temporaire au Monténégro, parce qu'il aurait été informé qu'il était le suivant sur la liste d'assassinats programmés par les services secrets du président Milošević. Il part rapidement pour les pays occidentaux, étant considéré comme un ami politique par de nombreux chefs d'État ou de gouvernement, tels Bill Clinton ou Gerhard Schröder. En septembre 1999, un article du Time Magazine le range parmi les personnalités politiques les plus importantes du tournant du siècle.
Des photos de sa poignée de main avec Clinton pendant une période de bombardement ont été utilisées par les autorités serbes pour le dépeindre comme un traître, mais aussi par l'opposition pour montrer la reconnaissance de Đinđić par la communauté internationale, qui pourrait entraîner celle de la Serbie entière. À son retour au pays en juillet 1999, il est accusé d'avoir mis en danger la sécurité de l'État, au cours d'un procès considéré comme truqué parce que tenu à huis clos.

## Révolution du 5 octobre
Đinđić fut l'un des membres fondateurs ainsi que le dirigeant principal de l'Opposition démocratique de Serbie (DOS) composée de 18 partis et formée en janvier 2000 par lui et le nationaliste Vojislav Koštunica, membre fondateur du DSS, scission du DS, formé en 1992. Largement impopulaire à cause des sanctions, Milošević amenda la Constitution yougoslave en juillet 2000 afin de se faire élire au suffrage direct, en septembre, comptant prendre l'opposition de vitesse. Đinđić, inéligible à cause de son affiliation pro-occidentale proposa de mettre Vojislav Koštunica comme candidat du DOS, dépassant de fait le président par sa droite. L'élection présidentielle de septembre 2000 amène le candidat du DOS premier, mais Milošević refuse de reconnaître les résultats, amenant la chaîne d'évènements qui mènera à la Révolution du 5 octobre même. 
Đinđić, dirigeant de l'opposition négocia peu avant le 5 avec les forces spéciales, notamment l'Unité d'opérations spéciales (JSO) dirigée par Milorad Ulemek, pour leur non-intervention, en échange de concessions futures par son gouvernement. À la suite du 5 octobre, Milošević démissionna et Koštunica devint le président yougoslave.

## Premier ministre
Les élections législatives de Serbie en décembre 2000 amenèrent le DOS au pouvoir. Il devint Premier ministre de Serbie le 25 janvier 2001.
Son gouvernement entreprit de travailler contre l'influence du crime organisé et des nationalistes en Serbie, son gouvernement et le gouvernement fédéral de la Yougoslavie dirigé par Koštunica entrant en conflit à de très nombreuses reprises. Ce dernier bénéficiait en effet d'importants soutiens de l'ancien président, défendant dans les faits une ligne nationaliste et refusant la coopération avec la justice internationale. Il avait également refusé une purge de l'ancienne administration en arrivant au pouvoir après Milošević, minant d'entrée de jeu l'action du gouvernement Đinđić.
En 2001, Đinđić joua un rôle clé dans le transfert de Milošević, ainsi que de nombreux autres criminels de guerre, au TPIY à La Haye. Il qualifia le procès de l'ancien président de « plateforme » lui permettant d'exposer ses actions. Son action néanmoins était nécessaire afin de redresser la Serbie économiquement parlant, les pays occidentaux encourageant la Serbie à livrer ses criminels à la cour en échange d'importants financements.  

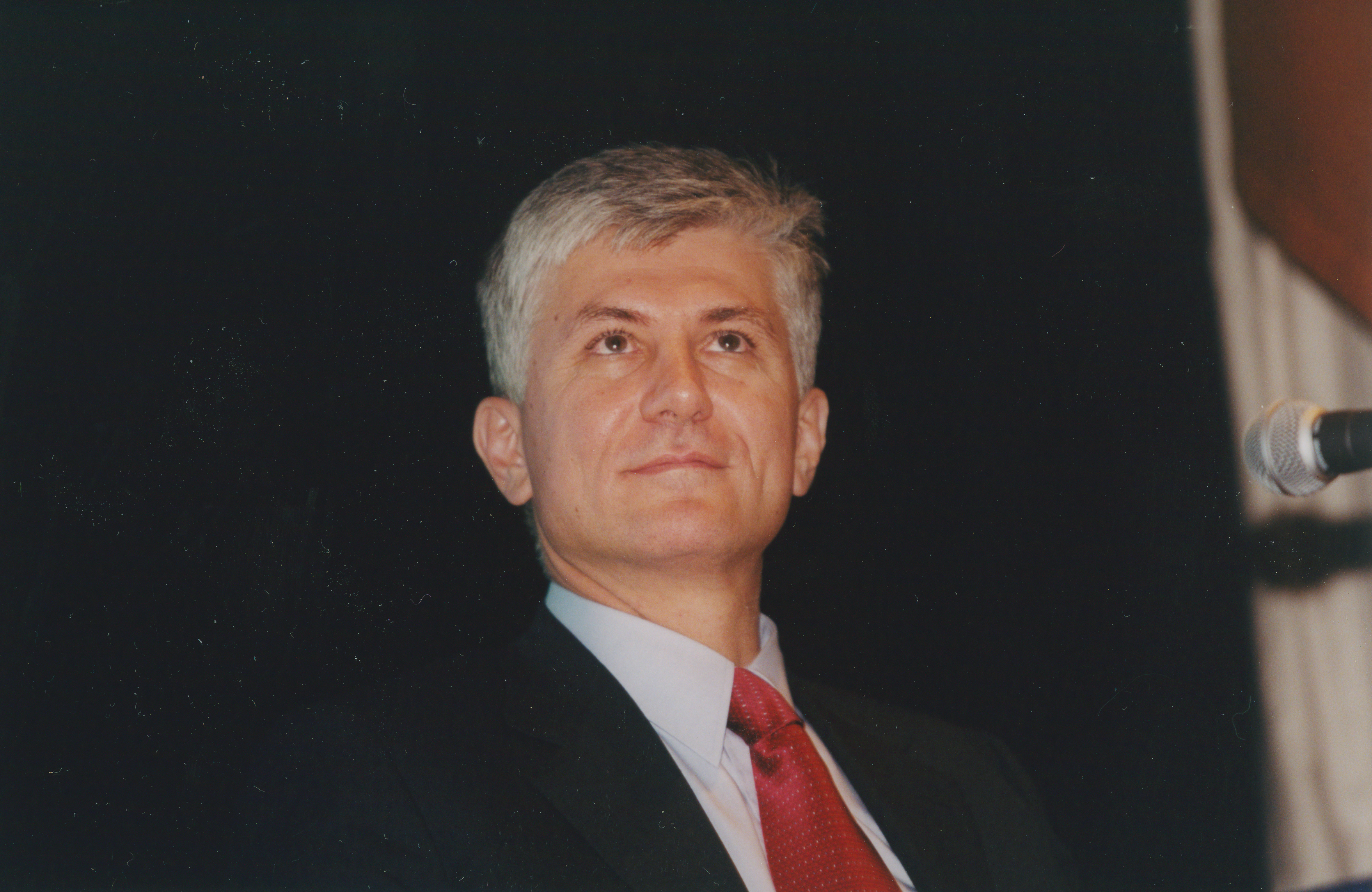
Đinđić Premier ministre, ici en 2002.

Faisant face à des tabloïds profondément hostiles, à Koštunica qui souhaitait bloquer l'essentiel des réformes poussées par le gouvernement serbe, Đinđić se fit de puissants ennemis en la personne des nationalistes (entre autres de par sa position conciliatrice vis-à-vis du Kosovo), de la mafia et des groupements criminels, eux-mêmes fortement liés à l'extrême-droite serbe. Đinđić souhaitait en effet passer outre l'accord tacite passé avec la JSO avant la Révolution et se débarrasser de cette dernière afin de « nettoyer » l'État et de faire respecter l'État de droit.
Homme entêté et assénant ses idées, allant jusqu'à utiliser de procédés antidémocratiques, enfouis dans la Constitution datant des années Milošević, au sein des institutions parlementaires pour faire passer ses réformes, Đinđić est haï comme adulé et est à l'époque une figure très clivante dans une société serbe sortant de décennies d'autocratie et de dictature.  
En novembre 2001, la Serbie traverse la plus grave crise depuis la chute du régime. La JSO, liée à la mafia serbe et inquiétée par les actions du gouvernement contre le monde criminel, bloque l'entrée de Belgrade avec ses véhicules et menace de renverser le gouvernement serbe si celui-ci ne limoge pas plusieurs personnalités importantes, notamment les chefs des services secrets, acquis à la cause réformiste. L'inaction de l'armée fédérale (placée sous la commande de Koštunica et de ses ministres) contre les mutins inquiète alors fortement, certains parlant de collusion entre les groupes criminels et le président fédéral. 
Đinđić est reçu favorablement par les puissances occidentales. Ses rencontres avec les dirigeants George W. Bush, Tony Blair, Jacques Chirac et autres donnent de fortes indications sur le soutien qu'ils apportent à sa politique. Sa proximité avec le président monténégrin Milo Đukanović s'est aussi effacée depuis que celui-ci afficha ses ambitions d'indépendance de son État.
Modéré dans ses vues sur le Kosovo, appelant aux échanges et au débat sur la résolution de la situation, Đinđić défend une vision politique social-libérale, profondément marquée au début de sa mandature par des politiques de privatisation afin de redresser l'économie en faillite. Très attaché à l'Union européenne, il n'envisage pas le futur de la Serbie dans une opposition à cette dernière et entame au cours de l’année 2002 une campagne de discussions et d'interactions avec le peuple serbe afin d’interagir et de défendre son image contre les tabloïds l'attaquant constamment. La campagne, nommée Srbija na dobrom putu, pour « La Serbie sur la bonne voie » est un succès, qui permet au Premier ministre d'insister sur son action et sur le fait que le futur de la Serbie devrait être tel que la Serbie aurait achevé sa transition démocratique et serait membre intégral de l'UE.

## Assassinat
Zoran Đinđić est assassiné le 12 mars 2003, tué d'une balle en plein cœur alors qu'il s'apprêtait à entrer dans le principal bâtiment gouvernemental. L'assassin, Zvezdan Jovanović, membre de la JSO et lieutenant-colonel de police, a tiré de la fenêtre d'un bâtiment proche au moyen d'un fusil d'assaut à lunette de type Hekler & Koch G3 de calibre .308.
La JSO, liée au Clan de Zemun, important groupe criminel contre lequel le gouvernement serbe agissait, se sentait de plus en plus menacée par les actions anticriminelles menées par le gouvernement Đinđić et n'était pas en mesure de corrompre le premier ministre. 
Nataša Mićić, présidente de Serbie par intérim, déclare l'état d'urgence immédiatement après le meurtre.
Cet assassinat avait été précédé de plusieurs tentatives. La plus notable avait eu lieu un mois plus tôt, quand un camion conduit par Dejan Milenković avait tenté de faire sortir le véhicule du Premier ministre de l'autoroute. Đinđić avait survécu grâce aux réflexes de son chauffeur et de son service de sécurité. Milenković avait été arrêté, mais relâché quelques jours plus tard. La cour avait justifié sa décision par le fait que Milenković était un commerçant et que ses affaires souffraient de son absence.[réf. nécessaire]
Đinđić avait de nombreux ennemis en raison de son attitude pro-occidentale, ses réformes économiques, l'arrestation de Milošević et sa livraison au TPIY, et son combat contre le crime organisé. Le meurtre est organisé par Milorad Ulemek, connu sous le nom de Legija (le légionnaire). Il avait récemment été condamné à 40 ans de prison pour meurtre et tentative de meurtre.
Le 23 mai 2007, la cour spéciale de Belgrade pour le crime organisé condamne douze hommes par contumace pour leur implication à divers niveaux dans l'assassinat. Les sentences les plus lourdes furent de quarante ans de prison pour Milorad Ulemek et Zvezdan Jovanović. Deux des condamnés, Vladimir Milisavljevic et Luka Bojovic, sont arrêtés à Valence en février 2012,.

## Héritage
Zoran Živković lui succède à la tête du Parti démocratique, et aussi comme Premier ministre, le 18 mars après une semaine d'intérim.
Đinđić était marié à Ružica Đinđić. Ils ont deux enfants : une fille prénommée Jovana née en 1990, et un fils prénommé Luka né en 1993.
Ses funérailles nationales, le 15 mars sont suivies par des centaines de milliers de personnes, citoyens et délégations étrangères.
Son principal opposant politique et critique pendant son mandat, l'ancien président Vojislav Koštunica, reconnait l'importance de son action deux ans plus tard, alors qu'il était lui-même devenu Premier ministre.

## Citation
« Si quelqu'un croit qu'il peut arrêter l'exécution de la loi en m'éliminant, il se trompe sérieusement, parce que je ne suis pas le système. Le système continuera de fonctionner, et personne ne recevra d'amnistie pour ses crimes en éliminant un ou deux officiels du gouvernement. » Politika (21 février 2003) et Glas Javnosti (24 février 2003).